# Peter Broadbent
Peter Frank Broadbent (15. maj 1933 - 1. oktober 2013) var en engelsk fodboldspiller (midtbane).
Broadbent tilbragte størstedelen af sin 20 år lange karriere hos Wolverhampton Wanderers. Her spillede han i hele 14 sæsoner, og var en del af klubbens storhedstid i 1950'erne, der resulterede i tre engelske mesterskaber og én FA Cup-titel. Han var senere i sin karriere tilknyttet blandt andet Aston Villa og Shrewsbury Town.
Broadbent spillede desuden syv kampe og scorede to mål for det engelske landshold. Hans første landskamp var et VM 1958-opgør mod Sovjetunionen 17. juni 1958, hans sidste en kamp mod Skotland 9. april 1960. Han var en del af det engelske hold der deltog ved VM i 1958 i Sverige, men spillede kun den ene førnævnte kamp mod Sovjetunionen.

## Titler
Engelsk mesterskab
- 1954, 1958 og 1959 med Wolverhampton Wanderers

FA Cup
- 1960 med Wolverhampton Wanderers